# Яновский, Борис Георгиевич
Бори́с Гео́ргиевич Яно́вский (род. 25 октября 1968, Москва, СССР) — российский сценарист и режиссёр, телепродюсер. Генеральный продюсер телеканала «Звезда» с 2015 года. 

## Творчество
Ещё во время учёбы в школе снялся в знаменитом детском кинофильме «Каникулы Петрова и Васечкина, обыкновенные и невероятные», в роли Антона - ответственного дежурного в пионерском лагере.
После школы служил в Советской Армии в Афганистане, а затем — в ГДР.
Поступил во ВГИК и параллельно учёбе работал на телевидении.
Несколько лет был режиссёром детской редакции Российского телевидения, после чего с 1999 по 2002 год работал главным редактором утреннего вещания на ТВ-6.
С февраля 2002 года был шеф-редактором утреннего телеканала на НТВ.
В конце 2009 года начал работать как креативный продюсер в Единой Медиагруппе. 
С 2015 года назначен генеральным продюсером телеканала «Звезда». 
Параллельно с этим увлёкся документалистикой. Создал циклы фильмов «Воображаемый музей М. Шемякина» и «Тайны российской дипломатии».
В середине 2002 года ушёл в телекомпанию «Останкино», сотрудничающую по большей степени с ОРТ. Здесь он совместно с Олегом Рясковым делает документальный сериал «Тайны века» (продюсер А. Пиманов, О. Вольнов).
Через некоторое время вместе с Алексеем Пимановым пишет сценарий сериалов «Александровский сад» и «Охота на Берию». А вскоре выходит полнометражный фильм «Три дня в Одессе».
На канале «Россия» вышло более сорока фильмов, которые он писал или снимал и продюсировал. Долгое время Борис Яновский сотрудничал с телекомпанией НТВ, для которой писал сериал «Час Волкова».

## Детские программы
Сделал более двухсот детских программ, среди которых наиболее известные:
- «Там-Там Новости» — информационная программа для детей, ВГТРК (ТЭФИ в номинации «За лучшую детскую информационную программу») — автор, режиссёр.
- «Добры молодцы» — информационно-публицистическая программа для юношества, ВГТРК — автор, режиссёр, ведущий
- «Полчаса на чудеса» — научно-познавательная программа для юношества, ВГТРК — автор, режиссёр, ведущий
- «Башня» — информационная программа для юношества, ВГТРК — автор, режиссёр, главный режиссёр.
- «Морской дьявол» — мюзикл, (гран-при на фестивале музыкальных фильмов в Софии), режиссёр-постановщик.
- «Ёжик» — короткометражный фильм (гран-при Европейского Вещательного Союза EBU, в Хельсинки), режиссёр-постановщик.

## Утренние телеканалы
- «День за днём» — утренняя информационно-развлекательная программа. МНВК ТВ-6
- «Утро на НТВ» — утренний информационно-развлекательный канал НТВ.

## Документальные фильмы
более ста документальных фильмов, среди которых наиболее известные:
- «Тайны века» — документально-исторический сериал (более 15 фильмов). ОРТ
- «Битва за Гималаи» — документальный фильм, ВГТРК РТР (режиссёр, автор сценария).
- «Проклятие рода Ганди» — документальный фильм, ВГТРК РТР (режиссёр, автор сценария).
- «Нарком СМЕРШ» — документальный фильм, ВГТРК РТР (режиссёр, автор сценария).
- «Русская АЛЯСКА. Продано» — документальный фильм, ВГТРК РТР (режиссёр, автор сценария).
- «Исповедь покойника» — документальный фильм, ВГТРК РТР (режиссёр, автор сценария).
- «Калькуттский капкан» — документальный фильм, ВГТРК РТР (режиссёр, автор сценария).
- «Жертвы звездной лжи» — документальный фильм, ВГТРК РТР (режиссёр, автор сценария).
- «Воображаемый музей Михаила Шемякина» — 16 серий (Культура, 2002—2004)
- «Университеты мира» — 4 серии (Культура, 2003)
- «Якутия. Земля Олонхо» — документальный фильм, (Вести 24, 2008).
- «Остров Сахалин» — документальный фильм, (Вести 24, 2009)

## Художественные сериалы и фильмы
более 15 художественных сериалов и полнометражных фильмов, среди которых наиболее известны:
- «Александровский сад» (в соавторстве с А.Пимановым, Первый канал, 2004—2005)
- «Три дня в Одессе» (в соавторстве с А.Пимановым, прокат в кинотеатрах, 2006)
- «Охота на Берию» (в соавторстве с А.Пимановым, Первый канал, 2007)
- «Час Волкова» (НТВ, 2007−2011).
- «СОБР» (НТВ-Кино, 2011)
- «Румянцевский сквер» (НТВ-Кино, запуск в производство 2011)
- «Выбор Зорина» (НТВ, запуск в производство 2012)

## Креативный продюсер
- «Технологии спорта» — (Россия-2, 2010—2011) — более 20 фильмов.
- «ЦСКА — Спартак. Противостояние» — Reality-проект, 5 выпусков. Звезды политики и звезды хоккея решают судьбу многолетнего хоккейного дерби… (Россия-2,2011)
- С 2015 года назначен генеральным продюсером телеканала «Звезда».

## Санкции
15 января 2023 года, из-за вторжения России на Украину, внесён в санкционный список Украины лиц «которые публично призывают к агрессивной войне, оправдывают и признают законной вооруженную агрессию РФ против Украины, временную оккупацию территории Украины». Предполагается блокировка активов на территории страны, приостановка выполнения экономических и финансовых обязательств, прекращение культурных обменов и сотрудничества, лишение украинских госнаград.
23 июня 2023 года Яновский включён в санкционный список всех стран Евросоюза за действия, которые подрывают или угрожают территориальной целостности, суверенитету и независимости Украины:

Яновский — пропагандист и генеральный продюсер телеканала «Звезда». Как генеральный продюсер, Яновский отвечает за создание и продвижение материалов для телеканала «Звезда», который регулярно распространяет дезинформацию о продолжающейся агрессивной войне России против Украины, обеспечивая важнейшую медийную поддержку политики Кремля. В качестве генерального продюсера телеканала «Звезда», он участвует в распространении дезинформации о том, что украинцы являются нацистами и готовят биологические и химические бомбы для использования против россиян.— «Официальный журнал Европейского союза», Брюссель, 23 июня 2023 года
Как российский пропагандист внесён ФБК в список коррупционеров и разжигателей войны, с предложением введения против него международных санкций.

## Награды
- Медаль «За укрепление боевого содружества» (2020)[7]